# San Martín de Torres
San Martín de Torres es una localidad del municipio de Cebrones del Río, en la provincia de León, Comunidad Autónoma de Castilla y León (España).

## Situación
Se encuentra en la actual Carretera Nacional VI.
Limita con las siguientes localidades:
- Al N con Regueras de Abajo y Regueras de Arriba.
- Al NE con Azares del Páramo.
- Al SE con Cebrones del Río y San Juan de Torres.
- Al S con Villanueva de Jamuz.
- Al SO con Santa Elena de Jamuz.
- Al NO con La Bañeza.

## Evolución demográfica
| 2000 | 2001 | 2002 | 2003 | 2004 | 2005 | 2006 | 2007 | 2008 | 2009 | 2010 | 2011 | 2012 |
| 217  | 206  | 202  | 201  | 205  | 202  | 200  | 197  | 190  | 182  | 175  | 170  | 166  |

- Datos: Q6119348